# Álvaro Perdigão

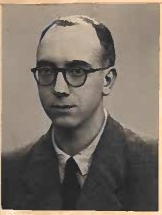
Álvaro Perdigão cerca de 1945.

Álvaro Perdigão (Setúbal, em Maio de 1910 - Lisboa, 1994) é um artista plástico português.
A obra plástica de Álvaro Perdigão desenvolveu-se ao longo de grande parte do século passado, desde o final dos anos 20 até ao início da década de 90.

## Biografia
Nasce em Setúbal, em Maio de 1910, filho de Manuel Ventura Labareda Perdigão (n. c. 1885-?) e de Maria Augusta Veiga Perdigão.  Em Setúbal, frequenta o Liceu Bocage.
Começa a estudar pintura no atelier do Pintor Lázaro Lozano em 1917, por volta dos dezassete anos, onde permanece até 1929.
Teve um percurso académico que passou pela Escola Superior de Belas Artes e posteriormente pelo Conservatório Nacional, no curso de cenografia. Enquanto estuda desempenha várias funções, nomeadamente, desenhador da Comissão de Fiscalização dos Levantamentos topográficos Urbanos, entre 1939 e 1948. Mas é ao ensino que opta por dedicar a sua actividade profissional. É nomeado professor do Ensino Técnico da Escola Industrial Marquês de Pombal de Lisboa, em 1948. Entra para o corpo docente da Casa Pia de Lisboa em 1950, a convite da direcção, para exercer o cargo de Professor de Pintura, função que desempenha até 1980. Tem como colegas os escultores Martins Correia, Raul Xavier e Helder Baptista entre outros. Leccionou ainda nas aulas nocturnas da Sociedade Nacional de Belas Artes, sem remuneração, como era hábito.
Bem cedo inicia a sua carreira artística. Ainda jovem, com dezanove anos, realiza a sua primeira exposição individual, em 1929 no Clube Naval de Setúbal. A partir daí, permanece em contacto com o público continuadamente. Ao longo da sua carreira realiza dezenas de exposições individuais, quer em Portugal quer no estrangeiro, e participa em inúmeras colectivas, realizando mais do que uma exposição anual.
Foi vice-presidente da Direcção da SNBA no mandato de 1951/1952, abrangendo o período difícil em que a SNBA foi encerrada por ordem do Governador Civil de Lisboa, em pleno Estado Novo, entre 8 de abril e 31 de outubro de 1952. Integrou o Grupo Paralelo em 1974, com António Carmo, João Hogan, Querubim Lapa, Gil Teixeira Lopes e outros.
Foi um cultor de várias técnicas. Deixou uma vasta obra na qual predomina o óleo como técnica preferencial, mas também o desenho, a aguarela, a cerâmica, o vitral, a gravura em diversos materiais e ainda a monotipia. Usou meios cromáticos muito variados: as cores da paleta – cinzentos, sempre muito trabalhados, azuis, verdes, ocre, brique, amarelos, castanhos, vermelhos – são espalhadas em manchas exigentemente estruturadas sobre a tela, de um linho de trama grossa
que na aplicação da tinta permitia uma textura em relevo.
Podemos destacar as grandes linhas temáticas, vastas e diversificadas que explorou ao longo da sua obra: figura masculina e feminina, paisagem e natureza morta. Exprime a sua visão da vida do homem comum e das suas tarefas quotidianas.
Morre em Lisboa em 1994.

## Prémios
- “Prémio Luciano Freire” (Desenho), A.N.B.A.,1941.
- 2.º “Prémio Silva Porto” (Pintura), S.P.N./S.N.I.,1948.
- Na Sociedade Nacional de Belas-Artes foi premiado com a 3 .ª Medalha em Pintura, 1948 e 2.ª Medalha em Pintura,1951.
- 1.ª Medalha do Salão Estoril,1959.
- Prémio do Salão Imagem da Flor, C.M.L., 1960.
- “Prémio Roque Gameiro” (Aguarela), 1962.
- 1.º Prémio do 11.º Salão da Primavera da Costa do Sol, 1966, Estoril.
- Premiado na 1.ª Exposição de Artes Plásticas de Leiria,1970.

## Exposições individuais
- 1929 – Clube Naval Setubalense
- 1930, 1931 – Liceu Bocage
- 1934 – Câmara Municipal de Coimbra
- 1936 – Galeria UP
- 1943 – Galeria Instanta, Lisboa 1951, 1961, 1962 (Monotipias e Óleos)
- 1963 – Sociedade Nacional de Belas-Artes
- 1961, 1969,1971 – Galeria do Casino Estoril
- 1963 – Coliseu do Porto
- 1962, 1985 – Museu de Setúbal
- 1962, 1965 – Junta de Turismo da Costa do Sol, Estoril
- 1968 (Óleos),1969 – Galeria Nacional de Arte 1969, 1970, 1971 (xilogravura) – Museu de Angra do Heroísmo
- 1969 – Galeria Interforma
- 1970 – Galeria o “Primeiro de Janeiro” (pintura e gravura), Coimbra; Caves Fonseca
- 1971, 1974 – Galeria do “Diário de Notícias”
- 1972 – Galeria Cema, Madrid
- 1973 – Clarkson Galleries, Edimburgo
- 1975 – Galeria Abel Salazar, Porto
- 1976, 1979, 1983, 1987 – (o Esconderijo e outras obras, óleos e escultura em rede de arame)– Galeria S. Francisco
- 1989 (Do Alto de St. Justa e outras Pinturas Mais)  – Galeria S. Francisco
- 1991,1993 (Velhas e Novas Realidades) – Galeria S. Francisco
- 1979 – Museu de Castelo Branco
- 1991 – Primeiro Aniversário da Galeria de Arte da Casa do Pessoal da RTP
- 2012 - Exposição antológica no Museu do Neo-Realismo, em Vila Franca de Xira

## Representação em museus
- Biblioteca Museu Luz Soriano, Casa Pia
- Fundação Calouste Gulbenkian/C.A.M.
- Museu António Duarte, Caldas da Rainha
- Museu Armindo Teixeira Lopes, Mirandela
- Museu de Angra do Heroísmo, Ilha Terceira, Açores
- Museu de Arte Contemporânea
- Museu de José Malhoa, Caldas da Rainha
- Museu de Luanda
- Museu de Sines
- Museu de Setúbal
- Museu do Neo-Realismo
- Museu do Trabalho Michel Giacometti
- Museu Francisco Tavares Proença, Figueira da Foz
- Museu Machado de Castro
- Museu Santos Rocha, Figueira da Foz

## Instituições públicas
- Capela das Missões, Lumiar
- Câmara Municipal de Setúbal
- Caixa Geral de Depósitos
- Governo Civil de Setúbal
- Instituto de Angola
- Instituto de Moçambique
- Instituto Superior Técnico
- Ministério da Cultura
- Sociedade Nacional de Belas-Artes

## Museus Internacionais
- Museu de Leningrado